# Jurski park 3
Jurski park 3 (izvirni angleški naslov Jurassic Park III) je ameriški znanstvenofantastični pustolovski film iz leta 2001. Film je tretje nadaljevanje iz filmske serije Jurski park (Jurrasic Park). V filmu igrajo Sam Neill, William H. Macy, Téa Leoni, Alessandro Nivola, Trevor Morgan, in Michael Jeter. Je prvi film iz serije, ki ga ni režiral Steven Spielberg in ki ne temelji na romanu Michaela Crichtona (čeprav je bilo ogromno scen v filmu iz Crichtonovih romanov Jurski park (Jurrasic Park) in Izgubljeni svet (The Lost World). Zgodba se dogaja na izmišljenem otoku Isla Sorna, stran od pacifiške obale Srednje Amerike (isti otok kot v drugem delu), tam ločen par z zvijačo pripelje na otok dr. Alana Granta, da bi jima pomagal najti njunega sina.
Po uspehu Spielbergovega Jurskega parka je Joe Johnston pokazal veliko zanimanje za režiranje tretjega dela. Spielberg je Johnstonu dal dovoljenje, da če bo prišlo do snemanja tretjega dela, naj bo on režiser. Produkcija se je začela 30. avgusta 2000. Kljub mešanim odzivom je film požel uspeh saj je po vsem svetu zaslužil več kot 368 milijonov USD. Nadaljevanje je sledilo junija 2015.

## Vsebina
Ben Hildebrand in 12 letni Eric Kirby odideta na vožnjo s padalom okoli otoka Isla Sorna. Posadka čolna na katerega sta privezana skrivnostno izgine, potem ko zapeljejo v meglo, kar Bena prisili da prereže vrvi in z Ericom se znajdeta sredi otoka. Na celini, dr. Alan Grant postane slaven po svoji vlogi v Jurskem Parku, medtem ko je Ellie Sattler poročena in ima dva otroka. Grant razpravlja s Sattlerjevo, da so bili Veraptorji veliko bolj pametni, kot so sprva mislili. Na izkopavanjih Grantov asistent, Billy Brennan, pokaže kako lahko z uporabo 3D tiskalnika izdela grlo Velociraptorja.
Zakonca, Paul in Amanda Kirby, ponudita Grantu financiranje njegovih raziskav, če bo njun vodič med zračnim ogledom Isle Sorna. Grant privoli, vendar le zaradi tega ker nima denarja za financiranje svojih raziskav. Grant se tako znajde na letalu skupaj z zakoncema Kirby, Billom in Paulovima plačancema Udaskyem in Cooperjem, ter pilotom Nashem. Grant na letalu spozna,da želita zakonca tudi pristati, zato ga Cooper onesposobi. Granta zbudi klicanje Amande po megafonu, kar privabi Spinozavra, ki požre Cooperja na vzletni stezi in povzroči strmoglavljenje letala v gozd. V krošnjah dinozaver požre še Nasha. Preživeli komaj pobegnejo Spinozavru, vendar naletijo na Tiranozavra. Spinozaver se vrne in skupina pobegne medtem ko se oba plenilca spopadeta. Spinozaver premaga Tiranozavra in mu zlomi vrat.
Grant zahteva od Kirbyevih resnico in izve, da ločenca sploh nista tako premožna kot sta pripovedovala, ter da iščeta sina Erica in Amandinega fanta Bena, ki sta na otoku pogrešana že osem tednov. Kasneje skupina najde padalo v katerem je ujeto Benovo truplo. Padalo vzamejo s sabo in odkrijejo Veraptorjevo gnezdo. Kasneje naletijo na stavbo podjetja InGen, kjer jih iz zasede napade Veraptor. Skupina ga uspe ujeti vendar slednji prikliče ostale člane svojega krdela. Tako pobegnejo med čredo Koritozavrov in Parazavrolofov, ter povzročijo zmedo kar loči Udaskya in Granta od ostalih. Granta reši Eric, Udaskya pa Veraptorji napadejo in ga pustijo komaj pri življenju, da bi lahko ujeli še ostale, ki so splezali na drevo. Amanda ga skuša rešiti in se komaj izogne Veraptorjem, ki nato Udaskya dokončno ubijejo.
Grant in Eric tako preživita dan v tovornjaku, v katerem je Eric ostal osem tednov. Naslednji dan zaslišita zvonjenje Paulovega satelitskega telefona in se spet združita s Kirbyevima in Billyem. Paul pojasni, da je svoj telefon dal Nashu, ki je bil nato požrt in skupino napade Spinozaver. Ko skupina pobegne, Grant ugotovi, da je Billy ukradel dve Veraptorjevi jajci, zaradi česar jim ti tudi sledijo. Odloči se, da bo jajca obdržal in tako skušal zagotoviti preživetje skupine. Skupina se nato nevede znajde v velikanski kletki Pteranodona, ki jih napade in odleti z Ericom. Billy reši Erica z Benovim padalom in Pteranodoni ga napadejo, ter navidez ubijejo. Ostali pobegnejo iz kletke in nevede pustijo odprta vrata. Vzamejoo čoln in odplujejo po reki.
Tisto noč skupina sliši zvonjenje telefona v iztrebkih Spinozavra in ga najde. Ko začne padati dež, skuša Grant poklicati Ellie, vendar čoln napade Spinozaver. Grant vžge Spinozavra in ga prežene. Naslednji dan skupina potuje proti obali, vendar jih ponovno ujamejo Veraptorji. Vrnejo jim jajca, Grant pa jih zmede z glasovi iz umetno izdelanega grla Veraptorja, ki tako odidejo z jajci. Skupina pride do obale, kjer ugotovijo, da je Sattlerjeva poklicala ameriške marince in mornarico, da bi jih rešila. Odkrijejo, da je Billy resno poškodovan, vendar še vedno živ. Ko zapustijo otok, opazijo Pteranodone, ki odletijo na prostost, Grant pa meni, da odhajajo ''iskat nova gnezdišča''.

## Igralci
- Sam Neill kot Dr. Alan Grant
- William H. Macy kot Paul Kirby
- Téa Leoni kot Amanda Kirby
- Alessandro Nivola kot Billy Brennan
- Trevor Morgan kot Eric Kirby
- Michael Jeter kot Udesky
- John Diehl kot Cooper
- Bruce A. Young kot Nash
- Laura Dern kot Ellie
- Taylor Nichols kot Mark
- Mark Harelik kot Ben Hildebrand
- Julio Oscar Mechoso kot Enrique Cardoso

### Dinozavri v filmu
V nasprotju s prvima filmoma, je v tem Spinozaver glavni negativec: Johnston je to pojasnil ''Veliko dinozavrov je zelo podobnih Tiranozavru ... želeli smo, da občinstvo tokrat vidi nekaj drugega.'' Podoba Spinozavra je prav tako na plakatu za Pteranodonom in prevzema mesto Tiranozavru, ki je bil tam na plakatih prvih dveh filmov. Barioniks je bil prva izbira preden so izbrali Spinozavra. V enem izmed prizorov v filmu, Billy misli, da gre za Barioniksa ali za Suhomima, vendar dr. Grant popravi njegovo domnevo glede na velikost in plavut.
Glede na nove raziskave in domneve v paleontologiji, so nekateri dinozavri prikazani drugače kot v prejšnjih filmih. Glede na odkritja so imeli moški Velociraptorji na glavi in vratu perje. ''Odkrili smo, da so imeli Velociraptorji perje, ali vsaj nekaj kar je bilo perju podobno, zato se je njihova podoba spremenila'', je povedal Jack Horner, filmski tehnični svetovalec.
Spielberg je vztrajal pri Johnstonu, da vključi v film tudi Pteranodone, katere so v prejšnjih filmih črtali zaradi proračuna. Prav tako je bil na začetku vključen tudi vodni plazilec, vendar o ga črtali iz scenarija. Posebni učinki, ki so jih uporabili za dinozavre, so bili mešanica različnih animacij. Dinozavri, ki so se pojavili v filmu so:
- Ankilozaver
- Brahiozaver
- Ceratozaver
- Kampsognat
- Koritozaver
- Parazavrolof
- Pteranodon
- Spinozaver
- Stegozaver
- Triceratop
- Tiranozaver
- Velociraptor